# Bousignies-sur-Roc
Bousignies-sur-Roc é uma comuna francesa na região administrativa de Altos da França, no departamento do Norte. Estende-se por uma área de 12.14 km². Em 2010 a comuna tinha 405 habitantes (densidade: 33,4 hab./km²).